# Torrubia del Campo
Torrubia del Campo ist eine Gemeinde (Municipio) und ein Dorf mit 312 Einwohnern (Stand: 2024) in der Provinz Cuenca in der Autonomen Region Kastilien-La Mancha. 

## Lage
Torrubia del Campo liegt etwa 75 Kilometer westsüdwestlich von Cuenca in einer Höhe von ca. 795 m. 

## Bevölkerungsentwicklung
| 1970 | 1981 | 1991 | 2001 | 2011 | 2021 |
| ---- | ---- | ---- | ---- | ---- | ---- |
| 652  | 465  | 380  | 331  | 310  | 281  |

## Sehenswürdigkeiten

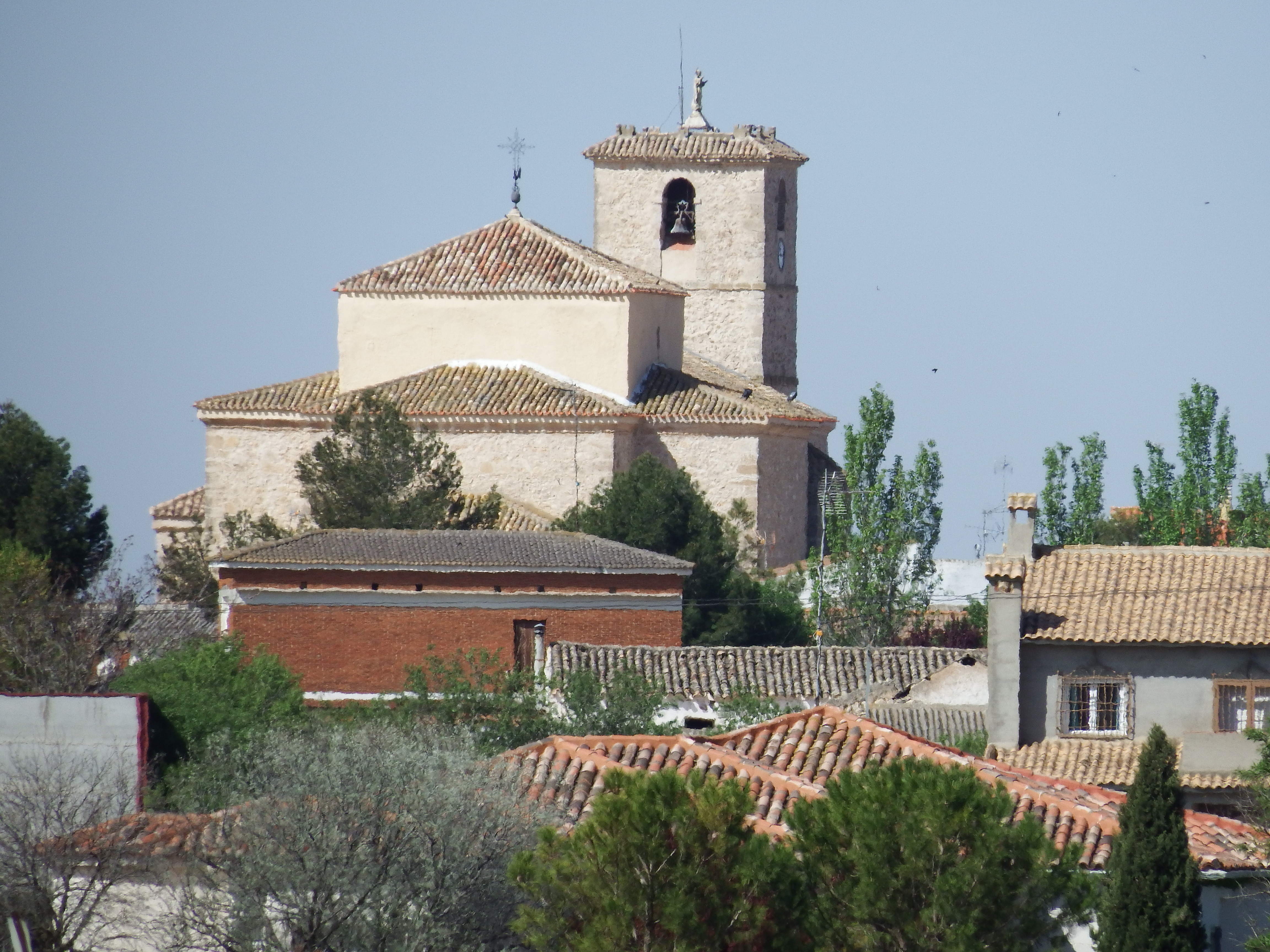
Marienkirche
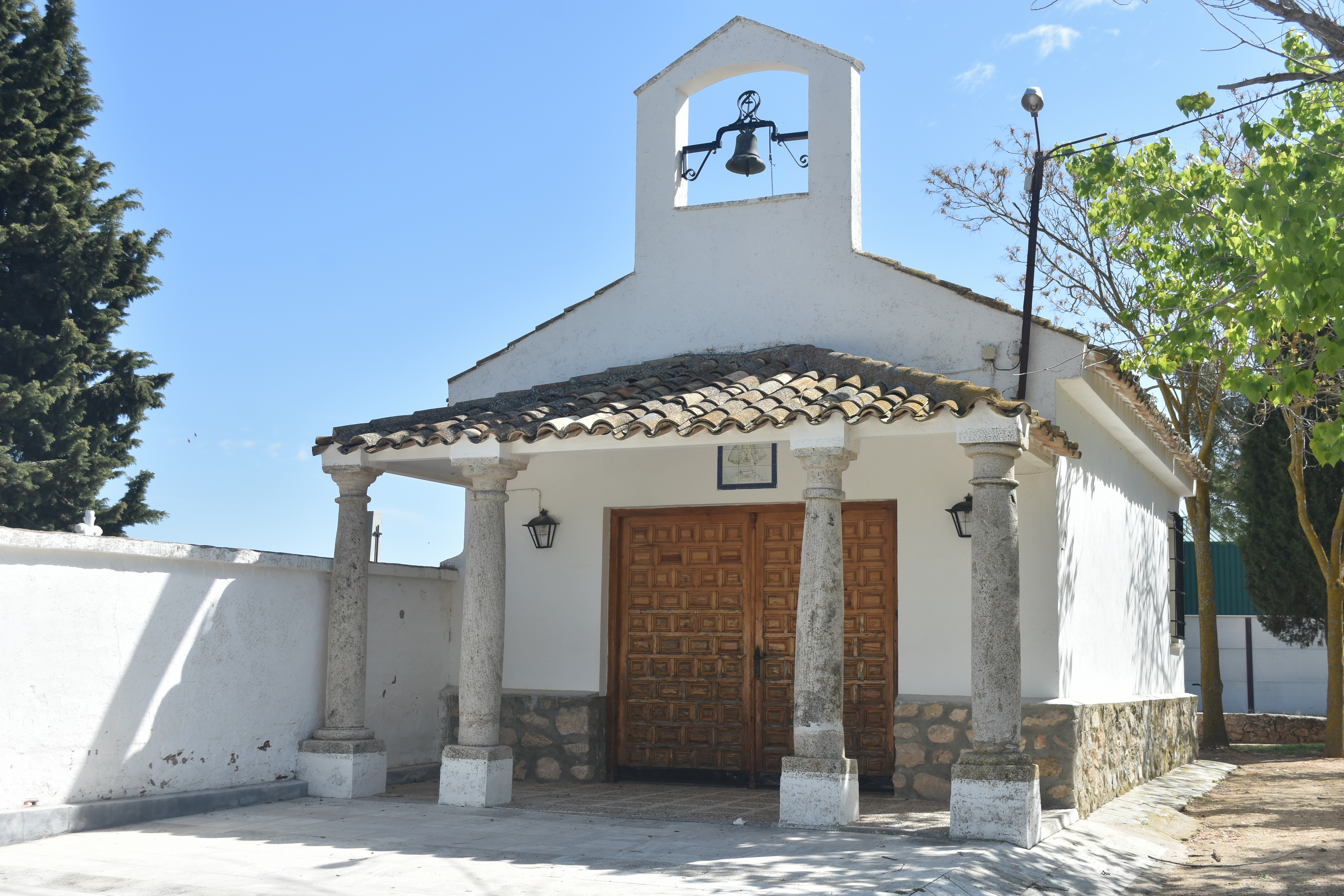
Marienkapelle
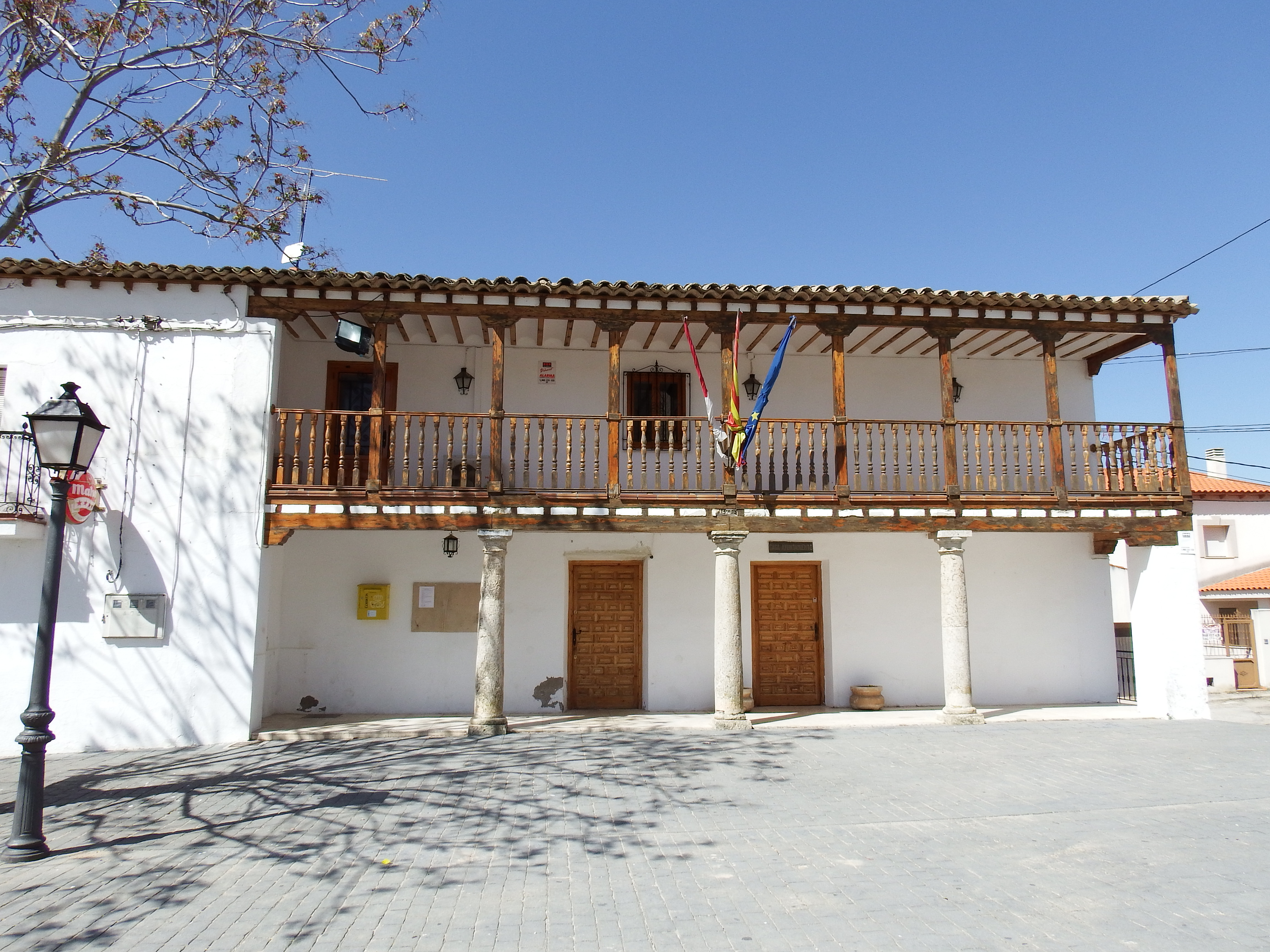
Rathaus

- Marienkirche
- Marienkapelle
- Rathaus